# Monswiller
Monswiller är en kommun i departementet Bas-Rhin i regionen Grand Est (tidigare regionen Alsace) i nordöstra Frankrike. Kommunen ligger i kantonen Saverne som tillhör arrondissementet Saverne. År 2022 hade Monswiller 1 994 invånare.

## Befolkningsutveckling
Antalet invånare i kommunen Monswiller
| Referens: INSEE |